# Università Jagellonica
L'Università Jagellonica (in polacco: Uniwersytet Jagielloński, spesso abbreviato UJ) è un'università di Cracovia.
È la più antica università del Paese, fondata nel 1364 da Casimiro III di Polonia come Akademia Krakowska, ed è quindi una delle più antiche al mondo, la seconda più longeva dell'Europa orientale, dopo l'Università Carolina. Nel XIX secolo le fu dato il nome di Jagellonica per onorare la dinastia dei sovrani che governarono il Paese dal 1386 al 1572.

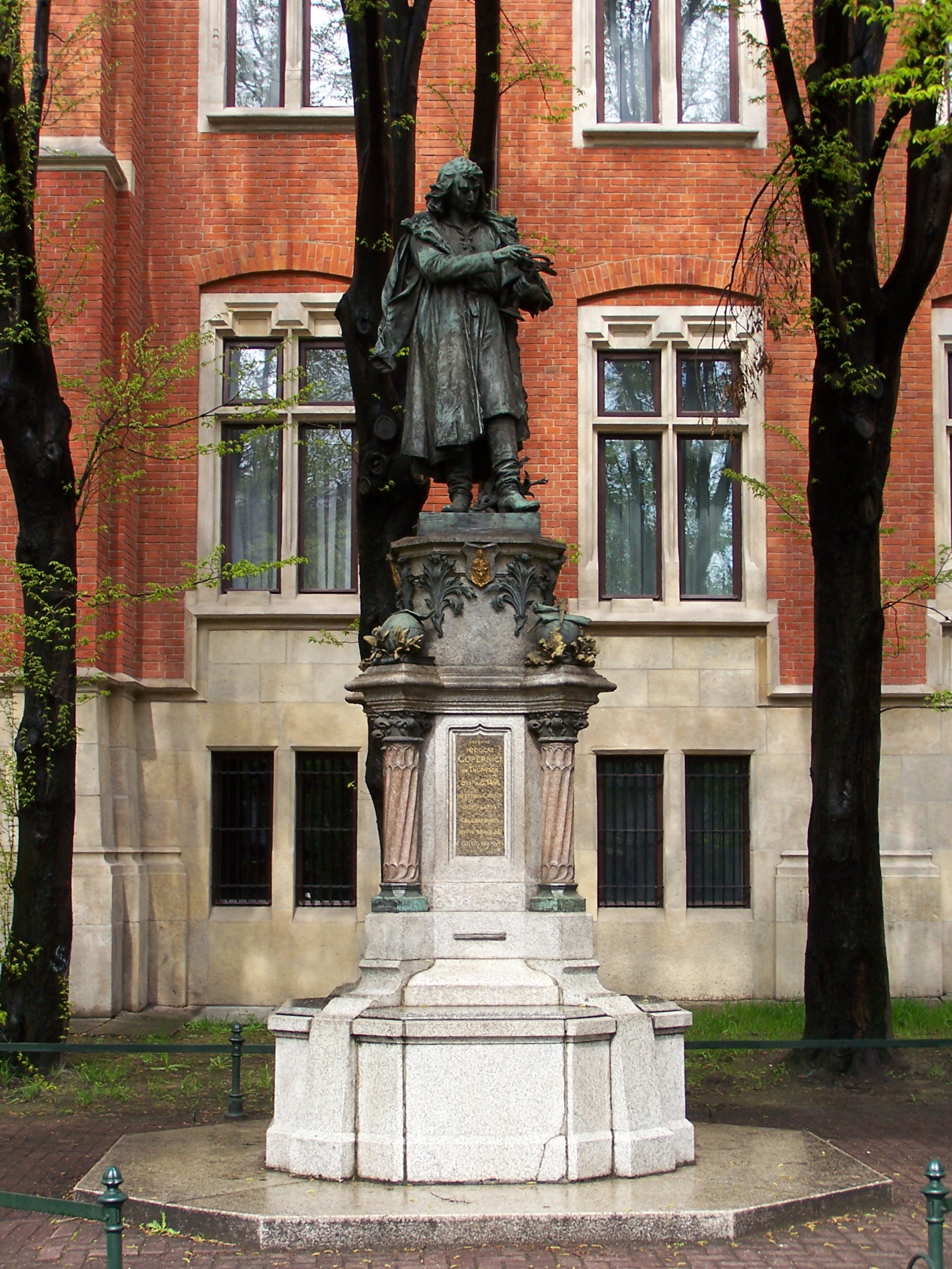
Monumento a Niccolò Copernico presso il Collegium Novum dell'Università Jagellonica di Cracovia.

## Storia
Casimiro III di Polonia, per gestire lo stato riunificato, sentì l'esigenza di avere magistrati ed amministratori con una preparazione giuridica adeguata inoltre, considerando l'aumento del numero delle scuole, capì la necessità di fondare un'istituzione capace di formare i docenti. Nel 1364 ottenne da Papa Urbano V l'autorizzazione ad aprire l'Accademia di Cracovia. Con la morte di Casimiro III l'Università ebbe un momento di crisi, che fu superato grazie a Ladislao II e alla consorte Edvige. Re Ladislao nel 1400 rifondò l'Università con riforme e innovazioni che ne aumentarono la notorietà in Europa.
Le facoltà di astronomia, giurisprudenza e teologia dell'Università attrassero molti studenti e studiosi eminenti. I Paesi di provenienza, oltre alla Polonia, erano Lituania, Russia, Slovacchia, Ungheria, Boemia, Germania e Spagna.
Il primo rettore dell'Università fu Piotr Wysz, e i primi professori furono cechi, tedeschi e polacchi, molti dei quali si erano laureati presso l'Università di Praga in Boemia. Jan Haller stabilì una sala stampa a Cracovia nel 1500. Dal 1520 fu introdotta la filologia greca da Constanzo Claretti, Wenzel von Hirschberg e Libanus.
L'età d'oro per l'Università giunse durante il Rinascimento polacco, tra il 1500 e il 1535, un primato non superato fino al tardo XVIII secolo.
Il nucleo centrale è affiancato da altri edifici sparsi nella città; alcuni di essi sono adibiti a case dello studente (akademik), le principali sono il Piast e il Żaczek.
Nel 2023, la classifica CWTS Leiden, che tiene conto delle prestazioni accademiche di oltre 1200 università in tutto il mondo, ha collocato l'Università Jagellonica al 250º posto a livello globale, al 68º a livello europeo e al 1º a livello nazionale.